# NGC 4575
NGC 4575 (другие обозначения — ESO 322-36, MCG -7-26-15, DCL 85, IRAS12351-4015, PGC 42181) — галактика в созвездии Центавр.
Этот объект входит в число перечисленных в оригинальной редакции «Нового общего каталога».
У галактике маленькие размеры, но высокая светимость.